# 42985 Marsset
42985 Marsset è un asteroide della fascia principale esterna. Scoperto nel 1999, presenta un'orbita caratterizzata da un semiasse maggiore pari a 3,160270 UA e da un'eccentricità di 0,191943, inclinata di 9,765908° rispetto all'eclittica. Ha un diametro di 10,697 km, un periodo di rotazione di 70,571 ore e un'albedo di 0,044.
Fa parte della famiglia di asteroidi Lixiaohua.
Michael Marsset è un ricercatore post-dottorato al MIT. Esperto di piccoli corpi del sistema solare, la sua ricerca comprende l'imaging con ottica adattiva, colori fotometrici e misurazioni spettroscopiche di asteroidi e oggetti transnettuniani.